# SILICA GEL
SILICA GEL（韓語：실리카겔，讀音為「sillikagel」），為韓國獨立樂團，成立於2013年。團員四人為主唱兼吉他手金韓主、吉他手金春秋、貝斯手崔雄熙、鼓手金建宰。迄今已發行了兩張完整專輯，並在韓國音樂大賞中獲得2017年年度新人獎及2022年與2023年最佳現代搖滾歌曲獎。

## 成員資料
| 成員列表 | 成員列表 | 成員列表      | 成員列表 | 成員列表 | 成員列表      | 成員列表                 | 成員列表 | 成員列表 | 成員列表                                                                                               | 成員列表                 |
| 藝名     | 藝名     | 藝名          | 本名     | 本名     | 出生日期      | 樂團角色                 | 身高     | MBTI     | 學歷                                                                                                   | 座右銘                   |
| 漢字     | 韓文     | 羅馬拼音      | 漢字     | 韓文     | 出生日期      | 樂團角色                 | 身高     | MBTI     | 學歷                                                                                                   | 座右銘                   |
| -------- | -------- | ------------- | -------- | -------- | ------------- | ------------------------ | -------- | -------- | --- | ------------------------ |
| 金韓主   | 김한주   | Kim Hanjoo    | 同藝名   | 同藝名   | 1994年4月21日 | 主唱、節奏吉他手、鍵盤手 | 181cm    | ENFJ     | 藝園學校 (音樂科 作曲專業 / 畢業) 高等學校畢業學力檢定考試 首爾藝術大學 (音樂學部 實用音樂專業 / 肄業) | 放手去愛(사랑합시다.)    |
| 金春秋   | 김춘추   | Kim Chunchu   | 金敏秀   | 김민수   | 1992年2月5日  | 主奏吉他手               | 不適用   | INTJ     | 首爾實用音樂高等學校 (畢業) 首爾藝術大學 (音樂學部 實用音樂專業)                                       | 永不懈怠(나태하지 말자.) |
| 崔雄熙   | 최웅희   | Choi Woonghee | 同藝名   | 同藝名   | 1994年4月30日 | 貝斯手                   | 不適用   | ENFP     | 阿峴理工學院 (畢業)                                                                                    | 做就行了(하면 된다.)     |
| 金建宰   | 김건재   | Kim Geonjay   | 同藝名   | 同藝名   | 1992年4月1日  | 鼓手                     | 不適用   | ENTJ     | 首爾實用音樂高等學校 (畢業) 首爾藝術大學 (音樂學部 實用音樂專業 / 畢業)                                | 堅持不懈(갈면 된다)      |

## 經歷
"SILICA GEL"這個團名源於大學時期的媒體藝術課程小組名。由於選擇組名的會議進展緩慢，成員金建宰說出"30秒內如果沒決定組名的話我們都會死！"，這時看到了在扔出的口香糖盒內的食品乾燥劑(Silica gel)，而選擇了"SILICA GEL"這個名稱當作組名。此前教授曾警告如果未能及時提交組名的話，就要將他們的樂團命名為"Modernism"(모더니즘)，儘管他們在期限內提交了"SILICA GEL"作為組名，但在傳達過程中出現問題，最終仍以"Modernism"的名義發表。
樂團的成員除了崔雄熙之外，都是首爾藝術大學的校友。他們是在校內因音樂熟識，因彼此的默契感太好，便提議成立樂團。從2013年參加平昌國際雙年展起，他們開始正式將結合VJing和音樂結合。
樂團發表了EP專輯《Pure sun》後，崔雄熙成為客座成員。經過數月的實習後，被認可並成為正式成員。
2015年8月，樂團以EP《Pure sun》正式出道。次年，2016年2月，他們發表了單曲《Two Moons》，並獲得The EBS space Hello Rookie獎項和韓國內容振興院的K-Rookies大獎。
2016年10月，由金春秋負責錄混音，在他的領導下，樂團成員一起完成了封面設計和影片等所有內容，並發行他們的第一張正規專輯《SILICA GEL》。該專輯讓他們贏得了韓國大眾音樂獎的年度新人獎，並創下了新人獎三冠王的紀錄，使他們成為2016年韓國獨立音樂界的新秀。
2017年初，樂團發表了與Parasol(파라솔)樂團合作發行了單曲《Space Angel》，同年11月7日，發表了新EP《SiO2.nH2O》。
然而，由於成員入伍，他們在2017年12月2日的演出、12月7日的The EBS space演出以及次年2月的東京演出後暫時休團。
退伍後，2020年8月他們重新展開了音樂活動，發表了單曲《Kyo181》。在2021年，他們發表了《Hibernation》和《Desert eagle》等單曲，並在2022年發表了《I'MMORTAL》和《NO PAIN》。

## 音樂風格
"SILICA GEL"是一支以融合VJing和音樂著名的樂團。因此，他們在現場演出時更加引人注目，因為比在家中聆聽，華麗的影像和出色的現場表現更加令人陶醉。因此，自2015年以來，無論是樂評家還是聽眾都高度關注這支樂團。
自發行《Kyo181》起，他們的音樂中較以往開始納入了一些流行音樂元素，包括以人聲和吉他為主的編曲以及英文歌詞等等。其中最具流行音樂風格的歌曲非" NO PAIN"莫屬。然而，他們並未模仿傳統大眾音樂的創作方式，而是以大膽創新的方式進行作曲，對音樂負責的態度也確保作品不失深度。
樂團的創作方式多樣，有時是將成員們分別創作的旋律拼湊在一起，有時則是一名成員提供Demo並由其他成員協力完成。其中，金韓主是最經常參與作曲的成員，在使用樂器方面，他們更注重個人的音樂聆聽體驗，而不僅僅只求完美。
每位成員擔任的角色相對自由，經常根據演出需要做出改變。例如在第四張單曲《Hibernation》的現場演出中，原本負責鍵盤、吉他和主唱的金韓主改為演奏貝斯，而負責鼓的金建宰和負責貝斯的崔雄熙則演奏鍵盤。由於他們追求多元化的演出配置，區分成員的角色變得不再重要。
在歌詞創作方面，彼此歌詞內容，他們更注重通過唱腔表現出的感覺。他們受到"極地雙子星"的影響，在哼唱旋律的同時，自然而然加入合適單詞的方式創作歌詞。但是近期的歌詞似乎也更注重在傳達歌詞的方面，不知是否是因為這樣，近期歌詞的發音也更加清晰更容易明瞭，這些歌詞雖然沒有明確的涵義，但其中包含許多信息能夠引發聽眾遐想。這種歌詞特別在EP《Machine Boy》中大量出現。
樂團成員各自的音樂取向多元，涵蓋了迷幻搖滾到後搖滾、夢幻流行、油漬搖滾到嘻哈等不同音樂風格，因此作品的曲風也相當多元。他們追求的音樂是使觀眾能體驗到各自不同的感受，並感受到音樂的多樣性。

## 發行作品

### 正規專輯
| 序列 | 封面 | 專輯資料                                              | No.                                       | 曲目             | 長度           | 作曲       |
| 1st  |      | 正規專輯《SILICA GEL》 - 發行日期：2016年10月12日     | 1                                         | "Visus" ("비경") | 3:26           | 金建宰     |
| 1st  | 2    | 正規專輯《SILICA GEL》 - 發行日期：2016年10月12日     | "Pupilla" ("눈동자")                      | 4:20             | 金建宰, 金韓主 |            |
| 1st  | 3    | 正規專輯《SILICA GEL》 - 發行日期：2016年10月12日     | "9"                                       | 4:05             | 金韓主         |            |
| 1st  | 4    | 正規專輯《SILICA GEL》 - 發行日期：2016年10月12日     | "Creek" ("강")                            | 2:52             | 具京幕         |            |
| 1st  | 5    | 正規專輯《SILICA GEL》 - 發行日期：2016年10月12日     | "Everybody Does" ("모두 그래")            | 4:54             | 金春秋         |            |
| 1st  | 6    | 正規專輯《SILICA GEL》 - 發行日期：2016年10月12日     | "Orange"                                  | 4:35             | 金春秋         |            |
| 1st  | 7    | 正規專輯《SILICA GEL》 - 發行日期：2016年10月12日     | "Lover" ("연인")                          | 3:36             | 金韓主         |            |
| 1st  | 8    | 正規專輯《SILICA GEL》 - 發行日期：2016年10月12日     | "Hrm"                                     | 5:42             | 金春秋         |            |
| 1st  | 9    | 正規專輯《SILICA GEL》 - 發行日期：2016年10月12日     | "Sister"                                  | 5:21             | 金韓主         |            |
| 1st  | 10   | 正規專輯《SILICA GEL》 - 發行日期：2016年10月12日     | "Woong's Theme"                           | 2:34             | 崔雄熙         |            |
| 1st  | 11   | 正規專輯《SILICA GEL》 - 發行日期：2016年10月12日     | "Intro (for Memory)" ("Intro (for 기억)") | 1:43             | 金春秋         |            |
| 1st  | 12   | 正規專輯《SILICA GEL》 - 發行日期：2016年10月12日     | "Memory" ("기억")                         | 6:55             | 金春秋         |            |
| 1st  | 13   | 正規專輯《SILICA GEL》 - 發行日期：2016年10月12日     | 놀자 (CD bonus ver.)                      |                  | 金春秋         |            |
| 2nd  |      | 正規專輯《POWER ANDRE 99》 - 發行日期：2023年12月20日 | 1                                         | On Black         | 4:08           | SILICA GEL |
| 2nd  | 2    | 正規專輯《POWER ANDRE 99》 - 發行日期：2023年12月20日 | Eres Tu                                   | 3:04             |                | SILICA GEL |
| 2nd  | 3    | 正規專輯《POWER ANDRE 99》 - 發行日期：2023年12月20日 | Juxtaposition                             | 4:12             |                | SILICA GEL |
| 2nd  | 4    | 正規專輯《POWER ANDRE 99》 - 發行日期：2023年12月20日 | Realize                                   | 4:19             |                | SILICA GEL |
| 2nd  | 5    | 正規專輯《POWER ANDRE 99》 - 發行日期：2023年12月20日 | Gosan                                     | 3:11             |                | SILICA GEL |
| 2nd  | 6    | 正規專輯《POWER ANDRE 99》 - 發行日期：2023年12月20日 | Andre99                                   | 3:24             |                | SILICA GEL |
| 2nd  | 7    | 正規專輯《POWER ANDRE 99》 - 發行日期：2023年12月20日 | Babyface                                  | 3:30             |                | SILICA GEL |
| 2nd  | 8    | 正規專輯《POWER ANDRE 99》 - 發行日期：2023年12月20日 | NO PAIN                                   | 3:41             |                | SILICA GEL |
| 2nd  | 9    | 正規專輯《POWER ANDRE 99》 - 發行日期：2023年12月20日 | The Rim                                   | 4:46             |                | SILICA GEL |
| 2nd  | 10   | 正規專輯《POWER ANDRE 99》 - 發行日期：2023年12月20日 | T                                         | 1:05             |                | SILICA GEL |
| 2nd  | 11   | 正規專輯《POWER ANDRE 99》 - 發行日期：2023年12月20日 | Tik Tak Tok (feat.So!YoON!)               | 6:16             |                | SILICA GEL |
| 2nd  | 12   | 正規專輯《POWER ANDRE 99》 - 發行日期：2023年12月20日 | Budland                                   | 4:31             |                | SILICA GEL |
| 2nd  | 13   | 正規專輯《POWER ANDRE 99》 - 發行日期：2023年12月20日 | Ryudejakeiru                              | 4:09             |                | SILICA GEL |
| 2nd  | 14   | 正規專輯《POWER ANDRE 99》 - 發行日期：2023年12月20日 | APOX                                      | 5:30             |                | SILICA GEL |
| 2nd  | 15   | 正規專輯《POWER ANDRE 99》 - 發行日期：2023年12月20日 | Ondine                                    | 3:38             |                | SILICA GEL |
| 2nd  | 16   | 正規專輯《POWER ANDRE 99》 - 發行日期：2023年12月20日 | Mercurial                                 | 3:31             |                | SILICA GEL |
| 2nd  | 17   | 正規專輯《POWER ANDRE 99》 - 發行日期：2023年12月20日 | Machineboy空                              | 9:24             |                | SILICA GEL |
| 2nd  | 18   | 正規專輯《POWER ANDRE 99》 - 發行日期：2023年12月20日 | PF-1004                                   | 1:58             |                | SILICA GEL |

### 迷你專辑
| 序列 | 封面 | 專輯資料                                                | No.                                                 | 曲目           | 長度   | 作曲       |
| 1st  |      | 首張迷你專輯《Pure sun》 - 發行日期：2015年8月21日      | 1                                                   | intro          | 3:04   | 金韓主     |
| 1st  | 2    | 首張迷你專輯《Pure sun》 - 發行日期：2015年8月21日      | hrm                                                 | 4:53           |        | 金韓主     |
| 1st  | 3    | 首張迷你專輯《Pure sun》 - 發行日期：2015年8月21日      | II (feat. 남상아)                                   | 4:29           |        | 金韓主     |
| 1st  | 4    | 首張迷你專輯《Pure sun》 - 發行日期：2015年8月21日      | sister                                              | 4:48           |        | 金韓主     |
| 2nd  |      | 第二張迷你專輯《SiO2.nH2O》 - 發行日期：2017年11月7日   | 1                                                   | "Nap" ("낮잠") | 3:55   | 金春秋     |
| 2nd  | 2    | 第二張迷你專輯《SiO2.nH2O》 - 發行日期：2017年11月7日   | "Ttukbang" ("뚝방길")                               | 3:29           | 崔雄熙 |            |
| 2nd  | 3    | 第二張迷你專輯《SiO2.nH2O》 - 發行日期：2017年11月7日   | "Zzz"                                               | 1:03           | 金春秋 |            |
| 2nd  | 4    | 第二張迷你專輯《SiO2.nH2O》 - 發行日期：2017年11月7日   | "Rogues" ("불한당")                                 | 4:08           | 具京幕 |            |
| 2nd  | 5    | 第二張迷你專輯《SiO2.nH2O》 - 發行日期：2017年11月7日   | NEO SOUL                                            | 4:19           | 金韓主 |            |
| 2nd  | 6    | 第二張迷你專輯《SiO2.nH2O》 - 發行日期：2017年11月7日   | "Grinnae" ("그린내")                                | 5:04           | 金建宰 |            |
| 2nd  | 7    | 第二張迷你專輯《SiO2.nH2O》 - 發行日期：2017年11月7日   | NEO SOUL (DJ Soulscape Remix)                       | 4:00           | 金韓主 |            |
| 2nd  | 8    | 第二張迷你專輯《SiO2.nH2O》 - 發行日期：2017年11月7日   | "Rogues (Dalparan Remix)" ("불한당 (달파란 Remix)") | 5:25           | 具京幕 |            |
| 3nd  |      | 第三張迷你專輯《Machine Boy》 - 發行日期：2023年4月25日 | 1                                                   | Budland        | 4:30   | SILICA GEL |
| 3nd  | 2    | 第三張迷你專輯《Machine Boy》 - 發行日期：2023年4月25日 | Mercurial                                           | 3:29           |        | SILICA GEL |
| 3nd  | 3    | 第三張迷你專輯《Machine Boy》 - 發行日期：2023年4月25日 | Realize                                             | 4:23           |        | SILICA GEL |
| 3nd  | 4    | 第三張迷你專輯《Machine Boy》 - 發行日期：2023年4月25日 | Machineboy空                                        | 9:20           |        | SILICA GEL |
| 3nd  | 5    | 第三張迷你專輯《Machine Boy》 - 發行日期：2023年4月25日 | T                                                   | 1:04           |        | SILICA GEL |
| 3nd  | 6    | 第三張迷你專輯《Machine Boy》 - 發行日期：2023年4月25日 | NO PAIN (Fire-Toolz Remix)                          | 3:32           |        | SILICA GEL |

### 單曲
| 序列 | 封面 | 專輯資料                                           | No.                          | 曲目                     | 長度                 | 作曲                |
| 1st  |      | 單曲《Two Moons》 - 發行日期：2016年2月25日        | 1                            | Two Moons                | 6:03                 | 具京幕              |
| 2nd  |      | 單曲《sister》 - 發行日期：2016年9月7日            | 1                            | sister                   | 5:19                 | 金韓主              |
| 3rd  |      | 單曲《SPACE ANGEL》 - 發行日期：2017年2月2日       | 1                            | SPACE ANGEL              | 6:52                 | Parasol, SILICA GEL |
| 4th  |      | 單曲《Kyo181》 - 發行日期：2020年8月23日           | 1                            | Kyo181                   | 4:13                 | 金韓主              |
| 4th  | 2    | 單曲《Kyo181》 - 發行日期：2020年8月23日           | Kyo181 (HWI remix)           | 3:58                     |                      | 金韓主              |
| 4th  | 3    | 單曲《Kyo181》 - 發行日期：2020年8月23日           | Kyo181 (Lee Suho remix)      | 2:57                     |                      | 金韓主              |
| 4th  | 4    | 單曲《Kyo181》 - 發行日期：2020年8月23日           | Kyo181 (Song Youngnam remix) | 3:16                     |                      | 金韓主              |
| 5th  |      | 單曲《Hibernation》 - 發行日期：2021年1月29日      | 1                            | Hibernation              | 3:04                 | SILICA GEL          |
| 6th  |      | 單曲《S G T A P E - 01》 - 發行日期：2021年5月25日 | 1                            | S G T A P E - 01         | 24:33                | SILICA GEL          |
| 7th  |      | 單曲《Desert Eagle》 - 發行日期：2021年8月15日     | 1                            | Desert Eagle             | 5:09                 | SILICA GEL          |
| 8th  |      | 單曲《I'MMORTAL>》 - 發行日期：2022年6月25日       | 1                            | I'MMORTAL (feat. sogumm) | 3:55                 | SILICA GEL, sogumm  |
| 9th  |      | 單曲《NO PAIN》 - 發行日期：2022年8月25日          | 1                            | NO PAIN                  | 3:39                 | SILICA GEL          |
| 9th  | 2    | 單曲《NO PAIN》 - 發行日期：2022年8月25日          | NO PAIN (Inst.)              | 3:39                     |                      | SILICA GEL          |
| 10th |      | 單曲《Mercurial》 - 發行日期：2023年3月15日        | 1                            | Mercurial                | 3:30                 | SILICA GEL          |
| 10th | 2    | 單曲《Mercurial》 - 發行日期：2023年3月15日        | Mercurial (Inst.)            | 3:30                     |                      | SILICA GEL          |
| 11st |      | 單曲《Tik Tak Tok》 - 發行日期：2023年8月19日      | 1                            | T                        | 1:04                 | SILICA GEL          |
| 11st | 2    | 單曲《Tik Tak Tok》 - 發行日期：2023年8月19日      | Tik Tak Tok (feat. So!YoON!) | 6:17                     | SILICA GEL, So!YoON! |                     |
| 11st | 3    | 單曲《Tik Tak Tok》 - 發行日期：2023年8月19日      | Tik Tak Tok (Inst.)          | 6:17                     | SILICA GEL, So!YoON! |                     |

## 軼事
1.金建宰和金春秋是國中就認識的朋友。他們在當地的音樂學院相遇，並且在高中升學時再次相遇，一同進入了首爾實用音樂高中。金韓主和崔雄熙也是在18歲時認識的朋友。最初，金韓主通過朋友介紹去觀看崔雄熙所參加的樂團表演，此後他們很快就成為了好朋友。
2."SILICA GEL"樂團特別關注音響設備和音響方面的事務。如果是音樂相關專業的人，可能在看到第一張正規專輯"SILICA GEL"的封面時聯想到舊Windows電腦播放音樂時的畫面。
3.他們通常有固定的合作夥伴進行不同的工作。例如，MV由Melt Mirror執導，音響工程由申載旻(신재민)負責，照片由畫家河泰民(하태민)繪製等等。
4.當"SILICA GEL"成員聚在一起工作時，工作通常會進展得有些混亂，但據稱這正是他們的目標。
5.最近，他們接受廣播電台專訪，並通過Instagram限時動態證實了Tik Tak Tok進入Melon音樂排名榜第99名。當被問及如果成功達成排行榜冠軍會有甚麼行動，金春秋表示，他將脫光衣服在弘大街頭奔跑。然而此話一出，粉絲便改以第二名為目標，而不是第一名。
6.他們與各種品牌有著積極的合作（如Halonium、SAN SAN GEAR、HYEIN SEO、Converse、Musinsa、Toss等）。"Kyo181"和"Mercurial"MV中的服裝由SAN SAN GEAR提供，而"Tik Tak Tok"MV的服裝則由HYEIN SEO提供。他們以前在合作方面較保守，但現在認為只有那些願意合作的人才能在業界生存。

## 外部連結
官方網站
- SILICA GEL 官網 （页面存档备份，存于）
- YouTube上的SILICA GEL頻道
- SILICA GEL的Instagram帳戶

成員Instagram
- 金韓周 Instagram （页面存档备份，存于）
- 金春秋 Instagram
- 崔雄熙 Instagram
- 金建宰 Instagram